# Богоявленская церковь (Нечкино)
Богоявленская церковь — храм Сарапульской епархии Русской православной церкви в селе Нечкино Сарапульского района Удмуртии. Памятник архитектуры регионального значения.

## История
В начале XVIII века в селе Нечкино уже существовали деревянные церкви во имя пророка Илии и в честь Владимирской иконы Божией Матери. В июне 1768 года епископом Вятским и Великопермским Варфоломеем выдана храмозданная грамота на строительство новой Владимирско-Богородицкой церкви взамен обветшавшей. Она была освящена 15 марта 1770 года. В 1801 году упоминается существование в Нечкине двух ветхих деревянных церквей — Пророко-Ильинской и Владимирско-Богородицкой.
4 марта 1801 года Вятская духовная консистория выдаёт храмозданную грамоту на строительство каменной церкви. Церковь была построена по проекту вятского губернского архитектора Филимона Меркурьевича Рослякова. Главный престол холодной церкви освящён в честь Богоявления Господня. Правый престол тёплой церкви освящён 20 июня 1807 года в честь Владимирской иконы Божией Матери, а левый — 23 июня 1808 года во имя пророка Илии. В 1879 году по проекту архитектора Фёдорова к западному фасаду пристроена трёхъярусная колокольня. В 1895 году Иван Аполлонович Чарушин укрепляет углы трапезной контрфорсами и перестраивает третий ярус колокольни.
В 1846 году к приходу церкви, кроме села Нечкино, относились деревни: Пислегово, Макарово, Усть-Нечкинка, Чепаниха, Дуванак, Горбунова, Юриха, Сениха, Лагуново, Немешаево, Слепокурова, Килина, Боровики, Шадренки, а также починки: Голованов, Коновалов и Чукавин. В 1868 году при храме открыто церковно-приходское попечительство.
Закрыта по Указу Президиума Верховного Совета УАССР от 3 сентября 1941 года. Здание передано под больницу. В последующие годы использовался как клуб и библиотека, хлев для скота, гараж, зерносклад и склад удобрений.
В 1996 году был зарегистрирован воссозданный приход храма. В 2007 году началось его восстановление. Биатлонист Иван Черезов подарил восстанавливаемому храму восемь колоколов. Освящение храма совершил 6 июля 2013 года митрополит Ижевский и Удмуртский Николай.

## Архитектура
Храм построен в стиле классицизма. Восьмерик на четверике увенчан куполом со слуховыми окнами, несущим небольшой восьмигранный фонарик с главкой. С восточной и западной стороны к основному объёму примыкают равновысокие полукруглая алтарная апсида и трапезная. Трапезная четырёхстолпная, трёхнефная. Узкий притвор соединяет трапезную соединяет трапезную с квадратной в плане трёхъярусной колокольней. Первый и второй ярус колокольни — четырёхгранные, третий — восьмигранный, завершён шатром со слуховыми окнами, увенчан главкой.
Фундамент бутовый, стены кирпичные, кровля железная, полы деревянные. Общая длина здания составляет 54,5 м. Ширина колокольни — 8 м, трапезной — 21 м, основного объёма — 14 м, апсиды — 10,5 м.